# هیمالیا (قمر)

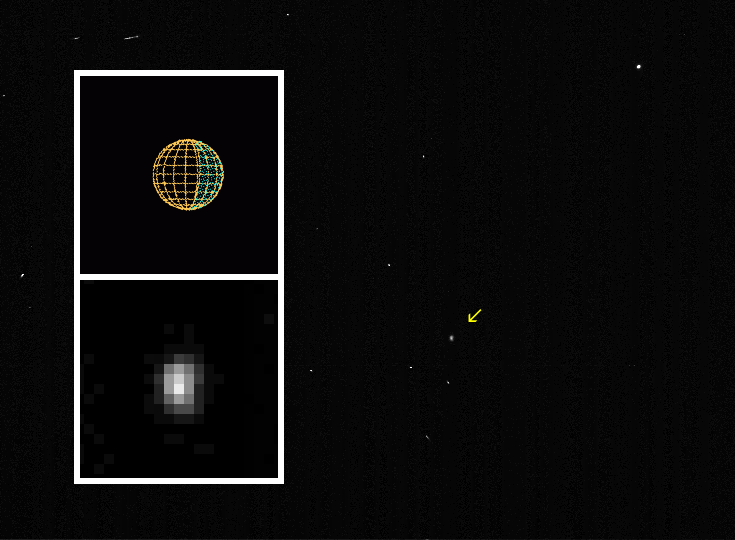
هیمالیا (ماه)

هیمالیا (ماه)(به انگلیسی: Himalia)، یکی از ماه‌های مشتری است ابعاد آن ۱۷۰ کیلومتر، جرم آن ۶۷۰×۱۰۱۶ کیلوگرم و نیم‌قطر بزرگ آن ۱۱ ۴۵۱ ۹۷۱ کیلومتر است.این ماه در سال ۱۹۰۴ کشف شد.